# Fred Trump
Frederick Christ "Fred" Trump, född 11 oktober 1905 i Bronx i New York, död 25 juni 1999 i New Hyde Park, New York, var en amerikansk affärsman och grundare till fastighetsföretaget Elizabeth Trump and Son (nuvarande Trump Organization). Han var far till USA:s 45:e och 47:e president, Donald Trump.
Trump föddes i Bronx i New York City som son till Friedrich Drumpf (bytte senare släktnamnet Drumpf till Trump), som emigrerade till USA från Kallstadt i Tyskland. På 1920-talet började han arbeta med att bygga och sälja bostäder innan han tog över fastighetsverksamheten som hans föräldrar startat, senare känd som Trump Organization. Företaget blev framgångsrikt genom att bygga och förvalta enfamiljshus i Queens, bostäder för krigsarbetare på USA:s östkust under andra världskriget samt över 27 000 lägenheter i New York.
År 1954 utreddes Trump för ocker av en amerikansk senatskommitté, och 1966 utreddes han igen för samma sak av delstaten New York. Donald Trump tog över som president för sin fars fastighetsbolag 1971. Två år senare stämdes företaget av det amerikanska justitiedepartementets avdelning för medborgerliga rättigheter, anklagat för rasdiskriminering mot svarta.
År 2018 rapporterade The New York Times att Fred Trump och hans fru Mary totalt överförde mer än 1 miljard dollar (i 2018 års penningvärde) till sina barn, samtidigt som de undvek över 500 miljoner dollar i gåvoskatter. År 1992 skapade Fred och Donald ett dotterbolag som användes för att överföra Freds tillgångar till hans efterlevande barn. Strax före sin död överförde Fred ägandet av de flesta av sina hyresfastigheter till sina barn, som några år senare sålde dem för över 16 gånger det värde som tidigare hade deklarerats.
Från och med andra världskrigets utbrott förnekade Trump sin tyska härkomst för att undvika kopplingar till nazismen och stödde även judiska ändamål.
Fred Trump gifte sig med Mary Anne MacLeod i januari 1936 i Madison Avenue Presbyterian Church i New York. Tillsammans fick de fem barn, däribland Donald Trump.